# Moscow Rules
Moscow Rules (As Regras de Moscovo, na edição em Portugal, ou As regras de Moscou, na edição no Brasil) é um livro de ficção sobre espionagem do escritor norte-americano Daniel Silva, publicado pela primeira vez no ano 2008.
Este foi o primeiro livro de Daniel Silva a atingir o 1º lugar da lista semanal de bestsellers de ficção do New York Times. Em Agosto de 2008, o livro entrou directamente para o topo, uma posição que ocuparia por mais uma semana.
Em Portugal, foi editado em 2010, com tradução de Vasco Teles de Menezes, pela Bertrand Editora.